# Нортерн Брус Пенинсула
Нортерн Брус Пенинсула (енгл. Northern Bruce Peninsula) је општина у Канади у покрајини Онтарио. Према резултатима пописа 2011. у општини је живело 3.744 становника.

## Становништво
Према резултатима пописа становништва из 2011. у граду је живело 3.744 становника, што је за 2,8% мање у односу на попис из 2006. када је регистровано 3.850 житеља.
| 2006. | 2011. |
| ----- | ----- |
| 3.850 | 3.744 |